# Amy, mia figlia
Amy, mia figlia (Amy, My Daughter) è una biografia scritta da Mitch Winehouse, che racconta la vita della figlia Amy Winehouse. Il libro è uscito nel 2012 e ha riscosso un ottimo successo dal punto di vista commerciale, con traduzioni in sette lingue. 